# Таису
Таису (кинески: 太 素; пинјин:Tàisù), или Велика основа  једна је од четири познате верзије Хуангди Неијинг-а (кин. 内 经, Медицинског канона Жутог цара), коју је саставио Јенг Шангшан (кин. 楊 上 善). Остале три верзије су Сувен, Лингшу Ђинг и делимично сачувани Мингтанг (明堂 „Дворана светлости“).

## Аутентичност дела
Таису је књига коју је Јенг Шангшан сачинио на основу царског указа,  и најранији је потпуни коментар и проверљиви поговор Некинга (Медицинског канона Жутог цара) који и данас постоји.
Недавно су неки научници расправљали о проверљивости забелешке у Таисуу коју је извео Јенг Шангшан. Међутим, анализирајући и истражујући текст и коментаре Таисуа, може се извући закључак да је забелешка  у Таису заиста саставио сам Јенг Шангшан: 
- Прво, коментари у  „јоубен-у“ (одређено издање) и „јибен-у“ (следеће издање)  не односе се на друга издања Таисуа.
- Друго, цитати  из Шу вена (обична питања) и  Ђиу ћуана (Девет свезака)не користе се као коментари за поређења у Таисуу.[2]

## Време састављања
На основу службеног записа Јенга Шангшана насталог у време настанка овог дела, Натшан Сивин тврди да је Таису написан 656. године или касније, највероватније за време владавине цара   Гаозонга (средина 7. века) из династије Танг. 
Јенг је ово дело саставио из фрагмената једне или неколико постханских верзија Некинга.
Историчар медицине Ћиан Чаочен, који је својевремено тврдио да је Јенг Шангшан умро под династијом Суи (крај 6. века), сада тврди, у једној од својих бележака, након што је претходно дворску библиотеку Јенга назвао „Павиљоном орхидеја“ (лантаи 蘭臺), сматра да је Јенг Шангшан највероватније саставио Таису негде између 662. и 670. године, у годинама током којих је тај назив био у употреби.

## Откриће
Убрзо након настанка Таису је у Кини трајно изгубљен. Међутим преживео је у рукописним примерцима у Јапану, где је поново откривен крајем 19. века. Садржај Таисуа се преклапа са деловима Сувена и Лингшу-а. 
Ово дело данас спада у важне текстове који би обавезно требло користити приликом проучавања историје засноване на традииционалним кинеским медицинским идејама.